# ورونا واک، فلوریدا
ورونا واک (به انگلیسی: Verona Walk) یک منطقهٔ مسکونی در ایالات متحده آمریکا است که در فلوریدا واقع شده‌است. ورونا واک ۴٫۱ کیلومتر مربع مساحت و ۱٬۷۸۲ نفر جمعیت دارد و ۲٫۱۳ متر بالاتر از سطح دریا واقع شده‌است.